# Pokusa (film 1929)
Pokusa (The Single Standard) – amerykański melodramat z 1929 roku na podstawie powieści Adeli St. Johns.
Produkcja filmu miała miejsce w kwietniu i maju 1929. Pokusa okazała się sukcesem - zebrała pozytywne recenzje i przyniosła zyski w wysokości miliona dolarów.

## Obsada
- Greta Garbo - Arden Stuart Hewlett
- Nils Asther - Packy Cannon
- John Mack Brown - Tommy Hewlett
- Dorothy Sebastian - Mercedes Stuart
- Lane Chandler - Ding Stuart
- Mahlon Hamilton - John Glendenning
- Kathlyn Williams - pani Glendenning
- Zeffie Tilbury - pani Handley